# Veranneman de Watervliet
Veranneman de Watervliet was een oude adellijke familie vooral gevestigd in Brugge en het Brugse Vrije.

## Geschiedenis
Een eerste bekende naamdrager was Ferdinand Veranneman, die in 1586 tot rekwestmeester werd benoemd in de Geheime Raad in Brussel. 
- Zijn zoon, Adolf Veranneman, getrouwd met Anna van Royen, werd in 1612 tot ridder bevorderd. 
  - Die zijn zoon, Ferdinand Veranneman werd in 1634 eveneens ridder.

De familie woonde in Brugge langs de Spiegelrei in het hotel Richebourg, aan de voet van de Koningsbrug.
Na het uitdoven van deze familietak ging de naam Veranneman tegen het einde van de zeventiende eeuw over op de nazaten van Jean de Wree († 1634), getrouwd met Anne Veranneman. Ze heetten voortaan De Wree dit Veranneman, tot een lid tegen het einde van de achttiende eeuw door huwelijk heer van Watervliet en Waterland werd en een tak van de familie voortaan Veranneman de Watervliet heette.
- Elias Veranneman (†1667) was raadsheer en schepen in Roeselare[1] en was gehuwd met Adriana de Keyser.
  - Olivier Veranneman (1629-1666[2]) was advocaat-fiscaal in Middelburg voor rekening van de Staten van Vlaanderen. Hij was getrouwd met Anne-Marie Marissael.
    - Jacques Veranneman (1662 - Brugge, 1 januari 1733) was heer van Gentbrugge, Lannoy, Ten Poele en La Folie. In 1731 werd hij in de adel opgenomen. Hij was getrouwd met Marie-Monique Roussel.
      - Jean-Simon Veranneman († Brugge, 1735), heer van Gentbrugge en Steenbrugge, trouwde met Maria van Alteren.
        - Jean-Joseph Veranneman († Brugge, 1808) trouwde met Angelique de Massiet (1739-1788), vrouw van Watervliet en Waterland. Ze kregen 15 kinderen. Hij was schepen van het Brugse Vrije.
          - Philippe Joseph Jean Veranneman de Watervliet (Brugge, 1761-1815). Hij was advocaat en filosoof.
          - Jean-Charles Veranneman de Watervliet (Brugge, 1759 - Oostkamp, 1811) trouwde met Emerence Pardo de Frémicourt (1760-1793), enige dochter en erfgename van Ignace Pardo de Frémicourt, burgemeester van de raadsleden van Brugge van 1771 tot 1788.
            - François-Xavier Veranneman (1786-1820), trouwde met Pauline Limnander de Nieuwenhove.
            - Adelaïde Verannemen († Sint-Joris-ten-Distel, 1860) trouwde met graaf Marie-Joseph de Lichtervelde († Gent, 1830)
            - Philippe Veranneman de Watervliet was burgemeester van Brugge (zie hierna)

## Onder het Verenigd Koninkrijk der Nederlanden en het Koninkrijk België
In 1816 werd Philippe Veranneman de Watervliet (Brugge, 1787 - Hertsberge, 1844) erkend in de erfelijke adel. Hij trouwde met Hortense de Peellaert (1800-1852), dochter van Anselme de Peellaert en Isabelle d'Affaytadi. Hij werd burgemeester van Brugge en lid van de Tweede Kamer der Staten-Generaal. Het echtpaar had twee zoons en twee dochters.
- Leon Veranneman de Watervliet (1818-1870), luitenant-kolonel van de Burgerwacht in Bergen, trouwde met Clémence Petit (1825-1913).
  - Hortense Veranneman de Watervliet (1846-1923), trouwde met Henri de Serret (1838-1915), burgemeester van Sint-Michiels.
  - Isabelle Veranneman de Watervliet (1846-1923), trouwde met Ernest Vergauwen (1847-1915), provincieraadslid van Oost-Vlaanderen, zoon van Franz Vergauwen, volksvertegenwoordiger.
- Eugène Veranneman de Watervliet (1823-1885) trouwde met barones Honorine de Negri (1819-1904).
  - Léon Veranneman de Watervliet (1854-1916) trouwde met Celine de Formanoir de la Cazerie (1855-1932).
    - Robert Veranneman de Watervliet (1881-1926) trouwde met Berthe Joos de ter Beerst (1884-1984). Hij was majoor in het Belgisch leger. Zij was een bekend lid van het Verzet zowel in de Eerste als in de Tweede Wereldoorlog en werd nationaal ondervoorzitster van de Koninklijke Unie van Oorlogsweduwen en Moeders.
      - Raymond Veranneman de Watervliet (1920-2000) trouwde met Manuela Van den Bogaerde de Ter Brugge (1925-2007) en trad in tweede huwelijk met Johanna Huyben (1919-2005). Hij werd advocaat bij de balie van Brussel en was actief in het Verzet tijdens de Tweede Wereldoorlog.
        - Jean-Michel Veranneman de Watervliet (1947-2018) trouwde met Maria do Carmo Neves da Silveira (°1954). Hij was diplomaat.

      - Jacques Veranneman de Watervliet (1922-1999), was benedictijn in de Abdij van Zevenkerken te Brugge.
      - Jean Veranneman de Watervliet (1923-2002), directeur bij de Kamer van volksvertegenwoordigers, was actief in het Verzet en werd gevangen genomen.
      - Philippe Veranneman de Watervliet (°1926) werd monnik bij de benedictijnen in de Abdij van Zevenkerken. Hij vertrok als missionaris naar Congo en werd prior van het benedictijnenklooster in Lubumbashi en vervolgens van het klooster in Kinshasa, waarna hij zich in België vestigde in de priorij van Saint-André de Clerlande in Ottignies-Louvain-la-Neuve.